# Сукт
Сукт е село и бивша община в област Драч, Западна Албания. При реформата на местното самоуправление от 2015 г. става подразделение на община Дуръс. Населението при преброяването през 2011 г. е 15 966 души.
Селото е разделено от река Ерзен на два района, а именно в Sukth i Ri и Sukth i vjeter. Сукт се намира на около три километра северно от историческия пазарен град Шияк. Адриатическо море е само на седем километра.
Община Сукт се състои от села Сукт, Хамалай, Кула, Перлат, Вадарда и Рушкул. Последният кмет е Шериф Фортузи.

## Спорт
ФК „Сукти“

## Личности
По-долу са забележителни личности, родени в Сукт или прекарали по-голямата част от живота си в Сукт:
- Noizy, певец, рапър
- Ренато Арапи, футболист
- Елидион Мара, футболист